# أبريم
قرية أبريم هي إحدى القرى التابعة لمركز نصر النوبة في محافظة أسوان في جمهورية مصر العربية.